# Isak Hien
Isak Malcolm Kwaku Hien, född 13 januari 1999 i Kista församling, Stockholms län, är en svensk fotbollsspelare som spelar för Atalanta i Serie A.

## Karriär
I december 2020 värvades Hien från Vasalunds IF av Djurgårdens IF, där han skrev på ett treårskontrakt. I juli 2021 lånades Hien tillbaka till Vasalund på ett låneavtal över resten av säsongen.
Efter starka prestationer i Djurgården under säsongen 2022 värvades Hien till Serie A-klubben Hellas Verona den 27 augusti 2022.
Isak Hien kunde välja Sveriges, Ghanas eller Burkina Fasos landslag. Men den 24 september 2022 debuterade Hien i svenska landslaget, men fick en jobbig start i 4-1 förlusten mot Serbien i Nations League på Stadion Rajko Mitić.
Den 2 januari 2024 värvades Hien av Atalanta, där han skrev på ett kontrakt fram till 2028. Hien spelade hela Europa League-finalen 22 maj 2024 mot Bayer Leverkusen, när Atalanta vann sin första titel sedan 1963.

## Privatliv
Hien har rötter i såväl Ghana som Burkina Faso. Som liten hejade han på Djurgården efter att ha fått biljetter av tidigare spelaren Jones Kusi-Asare.

## Statistik

### Klubblag
| Klubb                           | Säsong         | Liga                      | Liga    | Liga | Liga   | Nationell cup | Nationell cup | Nationell cup | Internationell cup | Internationell cup | Internationell cup | Totalt  | Totalt | Totalt |
| Klubb                           | Säsong         | Division                  | Matcher | Mål  | Assist | Matcher       | Mål           | Assist        | Matcher            | Mål                | Assist             | Matcher | Mål    | Assist |
| ------------------------------- | -------------- | ------------------------- | ------- | ---- | ------ | ------------- | ------------- | ------------- | ------------------ | ------------------ | ------------------ | ------- | ------ | ------ |
| FC Djursholm                    | 2015           | Division 4                | 3       | 0    | 0      | 0             | 0             | 0             | —                  | —                  | —                  | 3       | 0      | 0      |
| FC Djursholm                    | Totalt         | Totalt                    | 3       | 0    | 0      | 0             | 0             | 0             | —                  | —                  | —                  | 3       | 0      | 0      |
| Vasalunds IF                    | 2017           | Division 1 Norra          | 19      | 0    | 0      | 1             | 0             | 0             | —                  | —                  | —                  | 20      | 0      | 0      |
| Vasalunds IF                    | 2018           | Division 2 Norra Svealand | 15      | 1    | 0      | 3             | 0             | 0             | —                  | —                  | —                  | 18      | 1      | 0      |
| Vasalunds IF                    | 2019           | Division 1 Norra          | 22      | 2    | 1      | 1             | 0             | 0             | —                  | —                  | —                  | 23      | 2      | 1      |
| Vasalunds IF                    | 2020           | Division 1 Norra          | 26      | 1    | 3      | 1             | 0             | 0             | —                  | —                  | —                  | 27      | 1      | 3      |
| Vasalunds IF (lån)              | 2021           | Superettan                | 12      | 0    | 0      | 0             | 0             | 0             | —                  | —                  | —                  | 12      | 0      | 0      |
| Vasalunds IF (lån)              | Totalt         | Totalt                    | 94      | 4    | 4      | 6             | 0             | 0             | —                  | —                  | —                  | 100     | 4      | 4      |
| Djurgårdens IF                  | 2021           | Allsvenskan               | 5       | 0    | 0      | 1             | 0             | 0             | —                  | —                  | —                  | 6       | 0      | 0      |
| Djurgårdens IF                  | 2022           | Allsvenskan               | 17      | 2    | 1      | 4             | 0             | 0             | 6                  | 1                  | 0                  | 27      | 3      | 1      |
| Djurgårdens IF                  | Totalt         | Totalt                    | 22      | 2    | 1      | 5             | 0             | 0             | 6                  | 1                  | 0                  | 33      | 3      | 1      |
| Hellas Verona FC                | 2022-23        | Serie A                   | 33      | 0    | 0      | 0             | 0             | 0             | —                  | —                  | —                  | 33      | 0      | 0      |
| Hellas Verona FC                | 2023-24        | Serie A                   | 10      | 0    | 0      | 1             | 0             | 0             | —                  | —                  | —                  | 11      | 0      | 0      |
| Hellas Verona FC                | Totalt         | Totalt                    | 43      | 0    | 0      | 1             | 0             | 0             | —                  | —                  | —                  | 44      | 0      | 0      |
| Atalanta BC                     | 2023-24        | Serie A                   | 8       | 0    | 0      | 1             | 0             | 0             | 2                  | 0                  | 0                  | 11      | 0      | 0      |
| Atalanta BC                     | Totalt         | Totalt                    | 8       | 0    | 0      | 1             | 0             | 0             | 2                  | 0                  | 0                  | 11      | 0      | 0      |
| Hela karriären                  | Hela karriären | Hela karriären            | 170     | 6    | 5      | 13            | 0             | 0             | 8                  | 1                  | 0                  | 191     | 7      | 5      |
| Senast uppdaterad 2 april 2024. |                |                           |         |      |        |               |               |               |                    |                    |                    |         |        |        |

### Landslag
| Landslag                        | År     | Totalt  | Totalt | Totalt |
| Landslag                        | År     | Matcher | Mål    | Assist |
| ------------------------------- | ------ | ------- | ------ | ------ |
| Sverige                         | 2022   | 4       | 0      | 0      |
| Sverige                         | 2023   | 4       | 0      | 0      |
| Sverige                         | 2024   | 2       | 0      | 0      |
| Totalt                          | Totalt | 10      | 0      | 0      |
| Senast uppdaterad 2 april 2024. |        |         |        |        |